# Mount Aubert de la Rue (kulle i Heard- och McDonaldöarna)
Mount Aubert de la Rue är en kulle i Heard- och McDonaldöarna (Australien). Den ligger på den nordvästra delen av Heard- och McDonaldöarna.
Polarklimat råder i trakten. Årsmedeltemperaturen i trakten är −7 °C. Den varmaste månaden är februari, då medeltemperaturen är −1 °C, och den kallaste är augusti, med −10 °C.